# 天主教蓬塔格罗萨教区
天主教蓬塔格羅薩教區（拉丁語：Dioecesis Ponta Grossa），是巴西一個天主教教區，位於巴拉那州東部，屬庫里蒂巴總教區。
教區成立於1926年5月10日，2004年有教友546,838人，佔總人口85.0%。有卅九個堂區、司鐸127人。現任教區主教為若望·阿維斯·桑托斯。